# Guttorm Berge
Guttorm Berge, född 19 april 1929 i Vardal, död 13 mars 2004, var en norsk alpin skidåkare.
Berge blev olympisk bronsmedaljör på slalom vid vinterspelen 1952 i Oslo.